# The Gorge (Film)
The Gorge (englisch für ‚Die Schlucht‘) ist ein US-amerikanischer Spielfilm aus dem Jahr 2025 von Regisseur Scott Derrickson nach einem Drehbuch von Zach Dean. Die Hauptrollen übernahmen Anya Taylor-Joy und Miles Teller.

## Handlung
Levi Kane ist ein Scharfschütze, der früher bei den US-Marines war, Drasa ist eine Scharfschützin aus Litauen, deren Vater für den KGB tätig war. Die beiden werden für ein Jahr auf zwei gegenüberliegenden Wachtürmen stationiert, zwischen denen sich eine Schlucht befindet. Während Levi Position auf dem Westturm bezieht, wird Drasa am Ostturm stationiert. Die Mission lautet, dass nichts und niemand die Schlucht verlassen darf. Angeblich soll die Schlucht das Tor zu Hölle sein. Sein Briefing erhält Levi von seinem Vorgänger J.D., der wiederum von seinem Vorgänger gebrieft wurde. J.D. wird von einem Hubschrauber abgeholt und getötet.
Obwohl der Kontakt zwischen den beiden Türmen eigentlich verboten ist, nehmen Levi und Drasa über die Schlucht hinweg Kontakt miteinander auf. An Drasas Geburtstag beginnen sie mittels Texten auf Schildern Botschaften auszutauschen. Währenddessen tauchen Kreaturen aus der Schlucht auf, die die beiden erfolgreich abwehren können. Einige Zeit später überquert Levi mit einer Seilrutsche die Schlucht und die beiden verbringen einen gemeinsamen Abend. Am nächsten Tag versucht Levi über die Schlucht zu seinem Turm zurückzukehren. Dabei explodieren die Minen auf seiner Seite der Schlucht, als die Hollow Men sie erklimmen und Levi stürzt ab. Drasa springt ihm mit dem Fallschirm nach.
Die beiden entdecken Uniformen aus den 1940er-Jahren sowie ein Forschungslabor für biologisch-chemische Waffen. In einer Filmaufnahme aus den Nachkriegsjahren erklärt eine Wissenschaftlerin, dass das Labor durch ein Erdbeben beschädigt wurde. In der Folge wurden Schadstoffe freigesetzt, die die Bewohner zu Hollow Men mutieren ließ. Aus Computerdokumenten geht hervor, dass der Standort später als Forschungslabor für die Firma Darklake verwendet wurde, die an genetisch verbesserten Soldaten forschen.
Mit einem alten Jeep flüchten Drasa und Levi vor den Hollow Men und kehren auf Drasas Turm zurück. Dort beschließen sie, gemeinsam nach Frankreich zu flüchten. Nachdem deren Aktivitäten von Levis Auftraggeberin Bartholomew entdeckt wurden, wird eine Atomwaffe aktiviert, die die Schlucht zerstört. Levi und Drasa, die auf der Flucht getrennt wurden, treffen sich in Èze wieder.

## Besetzung und Synchronisation
Die deutschsprachige Synchronisation übernahm die FFS Film- & Fernseh-Synchron. Dialogregie führte Sarah Riedel, die auch das Dialogbuch schrieb.
| Rolle                | Darsteller            | Synchronsprecher      |
| -------------------- | --------------------- | --------------------- |
| Levi                 | Miles Teller          | Roman Wolko           |
| Drasa                | Anya Taylor-Joy       | Lina Rabea Mohr       |
| Bartholomew          | Sigourney Weaver      | Karin Buchholz        |
| Black-Ops-Kommandant | Kobna Holdbrook-Smith | Matti Klemm           |
| Erikas               | William Houston       | Waléra Kanischtscheff |
| J.D.                 | Sope Dirisu           | Tobias Schmitz        |

## Produktion und Veröffentlichung
Das Drehbuch von Zach Dean wurde 2020 in die Black List der unverfilmten Drehbücher Hollywoods aufgenommen.
Der Film wurde von Skydance Media und Crooked Highway produziert, Produzenten waren C. Robert Cargill, Sherryl Clark, Zach Dean, Scott Derrickson, David Ellison, Dana Goldberg, Gregory Goodman, Don Granger und Adam Kolbrenner. Dreharbeiten fanden im März 2023 in den Warner Bros. Studios Leavesden statt.
Die Kamera führte Dan Laustsen, die Musik schrieben Trent Reznor und Atticus Ross, die Montage verantwortete Frédéric Thoraval. Das Szenenbild gestaltete Rick Heinrichs und das Kostümbild Ellen Mirojnick.
Auf Apple TV+ wurde der Film am 14. Februar 2025 veröffentlicht.

## Rezeption

### Kritiken
The Gorge erhielt ein verhaltenes Presseecho, was sich auch in den Auswertungen US-amerikanischer Aggregatoren widerspiegelt. So erfasst Rotten Tomatoes zwar mehrheitlich wohlwollende Besprechungen und ordnet den Film damit als „Frisch“ ein. Laut Metacritic fallen die Bewertungen im Mittel aber nur „Durchwachsen oder Durchschnittlich“ aus.
Oliver Armknecht bezeichnete den Film auf film-rezensionen.de als eigenartigen Mix aus Horror, Science-Fiction, Mystery und Liebeskomödie, der sich sehr viel Zeit lasse, um seine Geschichte zu erzählen. Das sei schon sehenswert, gleichzeitig aber auch irritierend und unschlüssig.
Jan Werner sah auf filmtoast.de das große Problem des Films darin, dass dieser nicht durch seinen Look überzeugen könne. In Ansätzen mache The Gorge immer wieder Spaß, Einzelszenen verdeutlichten, dass das Potenzial tatsächlich vorhanden war, um einen kurzweiligen, leicht pulpigen Action-Film zu servieren, der positiv aus dem Streaming-Einheitsbrei hätte hervorstechen können.
Patrick Heidmann schrieb auf epd-film.de, dass man über die Figuren letztlich zu wenig erfahre, als dass die Paar-Geschichte interessant werden würde. Auch der Kampf gegen die dunklen Mächte aus der Schlucht sei selten wirklich spannend. Teller und Taylor-Joy brächten fast immer genug Charisma mit, um auch schwächerem Material ein wenig Glanz zu verleihen. Retten könnten sie den Film damit allerdings nicht.
Lutz Granert meinte auf filmstarts.de, dass die erste Filmhälfte noch etwas betulich wirke, aber dafür beeindrucke das Effekt-Brimborium danach umso mehr. Ein erstaunlich souveräner Mix aus subtiler Liebesgeschichte und actionreichem Sci-Fi-Horror mit einer stimmigen Auflösung für die im Nebel verborgene Gefahr aus der Schlucht.
kinofans.com urteilte: „ein grundsolider, in Teilen sogar sehr guter Genre-Mix, der über seine Laufzeit von über zwei Stunden gut unterhält“ und vergab drei von fünf Sternen.
Filmdienst.de befand, dass sich das dystopische Konzept als unorganisch erzählte Genremixtur entpuppe. Weder die fragwürdig aufgebaute Romanze noch die Elemente des Mystery-Films wollen gelingen.
Torsten Dewi bezeichnete die Produktion auf wortvogel.de als visuell starken High Concept-SF-Actionfilm, der es sich an diversen Stellen zu einfach mache und gerne mal jede Logik vermissen lasse, aber unter dem Strich knackige zwei Stunden Fake-Blockbuster biete.

### Abrufe
In den Apple-Charts belegte der Film in 99 Ländern Platz eins. Der Film verzeichnete hinsichtlich der Abrufe den bis dahin besten Start auf Apple-TV+. Zuvor war Wolfs mit Brad Pitt und George Clooney der Film mit den meisten Abrufen.

### Auszeichnungen und Nominierungen
Critics’ Choice Super Awards 2025
- Nominierung in der Kategorie Bester Schauspieler in einem Science-Fiction-/Fantasyfilm (Miles Teller)